# صميم البروتين الشحمي
صميم البروتين الشحمي (بالأنجليزية: Apolipoprotein، واختصارها Apo) هو البروتين الذي يرتبط بالليبيدات (المواد القابلة للذوبان في الدهون مثل الشحوم والكوليسترول وبعض الفيتامينات) لتشكيل البروتينات الشحمية، كما ينقل الدهون من خلال النظم اللمفاوية والدورة الدموية.
المكونات الدهنية للبروتينات الشحمية تكون غير قابلة للذوبان في الماء. ومع ذلك، يمكن أن يحيط صميم البروتينات الشحمية وغيره من الجزيئات مزدوجة الألفة (مثل الدهن الفسفوري) بالليبيدات؛ بسبب خصائصه التي تشبه المنظفات (مزدوج الألفة)، مما يخلق جزيء البروتين الدهني الذي يكون في حد ذاته قابلا للذوبان في الماء؛ وبالتالي يمكن أن يتم تداوله خلال الدم واللمف.
يعتبر صميم البروتين الشحمي أيضا بمثابة عامل مساعد للإنزيم، ورابط مستقبلات، وحامل لناقلات الدهون التي تنظم عملية التمثيل الغذائي للبروتينات الدهنية وامتصاصها في الأنسجة.

## الوظيفة
خلال نقل الدهون، يعمل صميم البروتين الشحمي كمكون هيكلي لجسيمات البروتين الدهني، والعوامل المساعدة للانزيمات، ورباطات مستقبلات سطح الخلية. وعلى وجه الخصوص، يعتبر صميم البروتين الشحمي ApoA-I هو المكون الرئيسي للبروتينات الدهنية عالية الكثافة. ويعتقد أن صميم البروتين الشحمي A4 يعمل في المقام الأول على امتصاص الدهون في الأمعاء. كما أن صميم البروتين الشحمي E هو بروتين بلازما الدم الذي يتوسط نقل وامتصاص الكوليسترول والدهون عن طريق قابليته العالية للتفاعل مع المستقبلات الخلوية المختلفة، بما في ذلك مستقبلات البروتين الدهني منخفض الكثافة (LDL). وتشير النتائج الأخيرة الخاصة بصميم البروتين الشحمي A-I وE أن الهياكل الثالثية لهذين العضوين ذات صلة بعائلة جينات صميم البروتين الشحمي البشري القابل للتبديل. ويشير الهيكل الثلاثي الأبعاد لمجال ارتباط مستقبلات LDL إلى أن البروتين يشكل حزمة مطولة رباعية الحلزون بشكل غير عادي، والتي يمكن أن تستقر بواسطة صميم كاره للماء محكم وعدة جسور ملحية على السطح المشحون. وتتجمع الأحماض الأمينية الأساسية المهمة لربط مستقبلات LDL برقعة سطحية على أحد الحلزونات الطويلة.

## الأنواع
هناك نوعان رئيسيان. صميم البروتينات الشحمية B التي تشكل جزيئات البروتين الدهني منخفض الكثافة (ويشار إليها أحيانا ب "الكوليسترول الرديئ"). وتتشكل هذه البروتينات في الغالب في هيكل بيتا وترتبط مع قطرات الدهون بشكل لا رجعة فيه. وتشكل معظم صميمات البروتينات الدهنية الأخرى جزيئات البروتين الدهني مرتفع الكثافة ("الكوليسترول الجيد"). وتتكون هذه البروتينات من لولب ألفا وترتبط مع قطرات الدهون بشكل قابل للرجوع. وتغير هذه البروتينات هيكلها الثلاثي الأبعاد خلال الارتباط مع الجزيئات الدهنية. وهناك أيضا البروتينات الدهنية المتوسطة الكثافة التي تشكلها صميم البروتين الشحمي E.
هناك ست فئات من صميم البروتين الشحمي وعدة فئات فرعية:
- A (apo A-I، apo A-II، apo A-IV، apo A-V)
- B (apo B48 ،apo B100)
- C (apo C-I، apo C-II، apo C-III، apo C-IV)
- D
- E
- H

صميمات البروتينات الشحمية القابلة للتبديل (apoA، وapoC، وapoE) لها نفس البنية الجينية، وهي أعضاء في عائلة الجينات المتعددة التي ربما تطورت من جين الأجداد المشترك. ApoA1 وApoA4 هما جزء من مجموعة الجينات APOA1 / C3 / A4 / A5 على الكروموسوم 11.
وقد وُصِفَت مئات من الأشكال الوراثية المتعددة من صميمات البروتينات الشحمية، ويغير الكثير منهم هيكله ووظيفته.

## التصنيع والتنظيم
يتم تنظيم تصنيع صميم البروتين الشحمي في الأمعاء على أساس محتوى النظام الغذائي من الدهون.
ويتم التحكم في التصنيع في الكبد عن طريق مجموعة من العوامل، بما في ذلك التركيب الغذائي والهرمونات (الأنسولين، والجلوكاجون، وهرمون الغدة الدرقية، وهرمون الاستروجين، والاندروجين)، وتناول الكحول، والعقاقير المختلفة (ستاتينات، والنياسين، والأحماض الليفية). Apo B هو صميم بروتين شحمي كامل لا يتجزأ في حين أن الآخرين هم صميمات بروتينات شحمية محيطية.

## روابط خارجية
- HuGENet Review
- Apolipoprotein AI Mutations and Information
- https://patient.info/doctor/apolipoproteins